# Trzęsienie ziemi u wybrzeży Chūetsu (2007)
Trzęsienie ziemi u wybrzeży Chūetsu w 2007 roku (jap. 新潟県中越沖地震 Niigata-ken Chūetsuoki jishin) – trzęsienie ziemi o magnitudzie 6,6, które nastąpiło 16 lipca 2007 roku o 1:13 UTC (10:13 JST), w północno-zachodniej części Japonii, w pobliżu miasta Kashiwazaki w prefekturze Niigata.
Na skutek trzęsienia ziemi elektrowni jądrowej Kashiwazaki-Kariwa wstrzymała działalność do lat 2009-2010.

## Źródła
1. ↑  M 6.6 - near the west coast of Honshu, Japan. U.S. Geological Survey. [dostęp 2021-04-04].